# Melanie Reinecke
Melanie Reinecke (* 11. August 1979 in Hamburg) ist eine deutsche Politikerin (CDU). Seit 2022 ist sie Abgeordnete des Niedersächsischen Landtags.

## Leben
Reinecke legte die Fachhochschulreife ab und machte anschließend eine Berufsausbildung zur Köchin bei Kempinski. Später absolvierte sie eine Weiterbildung zur Betriebsleiterin. Von 2008 bis zu ihrem Einzug in den Landtag 2022 war sie als Kauffrau in der Tourismusbranche tätig. Zwischenzeitlich war sie von 2016 bis 2017 Wahlkreisreferentin des Bundestagsabgeordneten Oliver Grundmann.
Reinecke ist evangelisch-lutherisch, verheiratet und lebt seit 1998 in Stade.

## Politik
Reinecke ist Mitglied der CDU. Sie ist Mitglied des Stadtrats der Hansestadt Stade und Mitglied des Kreistags des Landkreises Stade.
Bei der Landtagswahl in Niedersachsen 2022 zog Reinecke über Platz 4 der Landesliste der CDU in den Niedersächsischen Landtag ein. Im Wahlkreis Stade unterlag sie SPD-Kandidatin Corinna Lange.